# ان‌جی‌سی ۱۸۸
ان‌جی‌سی ۱۸۸ (انگلیسی: NGC 188) یک خوشه ستاره‌ای باز در صورت فلکی قیفاووس است که توسط جان هرشل در سال ۱۸۲۵ کشف شد. برخلاف بیشتر خوشه‌های ستاره‌ای که به خاطر جاذبه گرانشی مرکز راه شیری از هم می‌پاشند، ان‌جی‌سی ۱۸۸  از دیسک کهکشان دور است (در بالای آن قرار دارد) و به این خاطر از هم پاشیده نشده‌است و یکی از قدیمی‌ترین خوشه‌های ستاره‌ای باز شناخته شده است که ۶.۸ میلیون سال قدمت دارد. ان‌جی‌سی ۱۸۸ بسیار به قطب شمال سماوی نزدیک است و فقط کمتر از پنج درجه با آن فاصله دارد. تخمین زده می‌شود که این خوشه ستاره‌ای ۵٬۰۰۰ سال نوری از  خورشید فاصله دارد.